# Strašilka humří
Až do začátku 20. století býval Ostrov lorda Howea v Tasmanově moři, asi 700 km od Sydney, vyhlášený svými obrovskými strašilkami (Dryococelus australis) dorůstajícími velikosti 12-15 cm s velmi silným a mohutným tělem (v angličtině se jim říkalo „tree lobster“ neboli „stromový humr“.) Z tohoto výrazu vychází také české jméno strašilka humří, které je pro tento druh hmyzu navrhováno a používáno v souvislosti s chovem v zoologických zahradách a popularizací jeho ochrany. V některých zdrojích byl tento hmyzí druh označován také jako strašilka Howeova.

## Vzhled a způsob života
Při velikosti dospělce 12-15 cm patří strašilky humří i mezi těžkou váhu (až 25 g) známých nelétajících druhů hmyzu na světě a mimo jiné byly z okolí domácího ostrova populární mezi rybáři jako návnada.
Od jiných strašilek se strašilky humří liší absencí křídel u obou pohlaví. Samice dorůstají délky až 15 centimetrů a zadeček je špičatě protažený. Tělo dospělých samců je kratší (12 centimetrů), zadeček je rovně uťatý a od samic se odlišují mohutnými otrněnými stehny. Nezvyklé je chování strašilek humřích při rozmnožování, kdy se samci a samice dočasně sdružují do dvojic. Oplozené samice pak kladou vajíčka a visí při tom na větvích.
Typická délka života strašilek humřích trvá přibližně dva roky, z toho 8 až 12 měsíců tráví ve fázi nymfy. Nymfy jsou při vylíhnutí dlouhé 2 cm a útlého těla, v prvních instarech zářivě zelené a aktivní přes den. Jak strašilky humří dospívají, postupně při svlékání tmavnou a přecházejí na noční aktivitu. Nymfa v pátém instaru už má poměrně mohutné tělo a krátce po svleku je oranžovohnědá, postupně ale přechází do tmavě hnědé. V šestém instaru se již strašilka nápadně podobá dospělým jedincům. Dospělosti dosahuje strašilka humří při sedmém svleku.
Tento druh je podobně jako jiné druhy strašilek schopen partenogeneze - zdravá dospělá samice může snést neoplozená vajíčka, z kterých se vylíhnou zdravé nymfy, i bez přítomnosti samce na lokalitě.
Pokud nymfy přijdou o nějakou část končetiny nebo tykadel, díky schopnosti regenerace dokážou během tří svleků dokážou ztracenou nohu či tykadlo nahradit.

## Vyhubení a záchrana druhu
V červnu 1918 v blízkosti Ostrov lorda Howa ztroskotala britská zásobovací loď SS Makambo a spolu s námořníky se na tuto nejbližší souš dostaly i krysy (Rattus rattus), které v obrovském hmyzu rychle objevily snadný a kvalitní zdroj potravy. Loď byla opravena za pouhých devět dní a všichni námořníci odpluli, výsadek krysích černých pasažérů ovšem na ostrově zůstal. A již v roce 1920 nebyly obrovské strašilky na ostrově volně k nalezení. Po opakovaném marném pátrání po nějaké přeživší populaci byl tento druh strašilek v roce 1935 oficiálně prohlášen za zcela vyhubený.

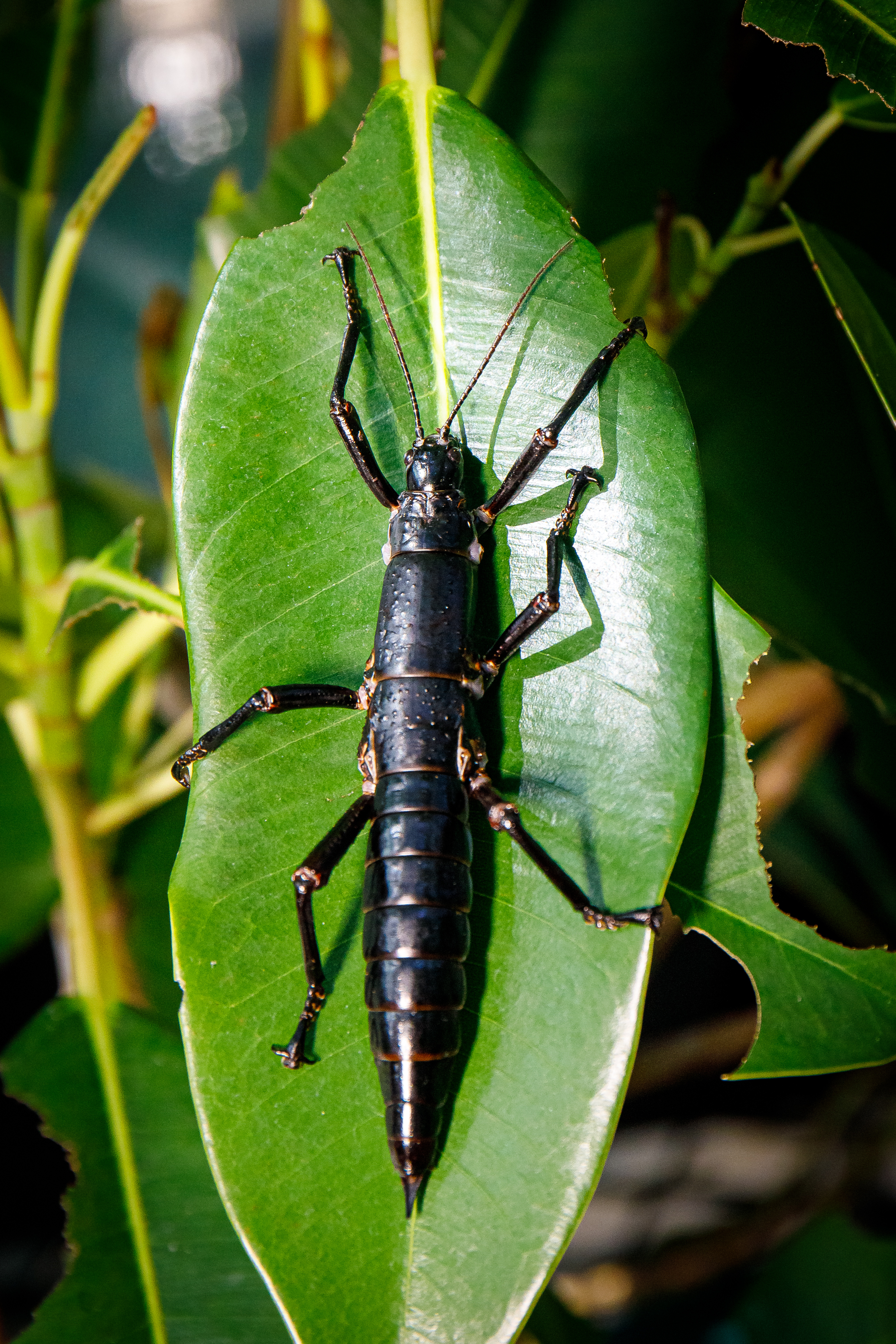
Strašilka humří, autor Miroslav Bobek, Zoo Praha

V roce 1964 zamířila do Tasmanova moře na vulkanické skalisko vzdálené cca 20 km od Ostrov lorda Howa a známé jako Ballova pyramida horolezecká výprava. Při svém sportovním výkonu si účastníci všimli velkého mrtvého hmyzího těla, u kterého později entomologové potvrdili, že jde o exemplář vyhubeného druhu strašilky ze sousedního ostrova.
V roce 1969 byly mrtvé kusy strašilek na Ballově pyramidě znovu pozorovány. Od roku 1982 zároveň začal na toto jedinečné skalisko platit přísný zákaz vstupu pro soukromé skupiny z důvodu ochrany zdejšího ekosystému. Teprve v únoru 2001 se na Ballovu pyramidu vydala vědecká výprava s cílem prokázat, že se na ostrově žádné živé strašilky humří nevyskytují a předchozí nálezy mrtvých strašilek byly pouze náhodného původu. Vědcům se však nejprve podařilo objevit čerstvý trus a posléze dokonce 3 živé samice strašilek z Ostrov lorda Howa. Skalisko Ballova pyramida bylo tímto nálezem nečekaně potvrzeno jako refugium pro strašilky humří vyhubené na větším Ostrově lorda Howa.
Při kontrolní expedici v březnu 2002 našli strážci celkem 24 živých jedinců a deseti dospělcům byli schopni určit pohlaví: osm samic a dva samce. Díky tomuto nálezu, který vyvrátil obavy, že na Ballově pyramidě žije pouze partenogeneticky založená kolonie samic, bylo oproti původně uvažovaným dvěma jedincům schváleno vyvézt v roce 2003 z ostrova dokonce dva chovné páry hmyzu.
Dvojice v péči zoo v Melbourne dostala jména Adam a Eva. O druhou dvojici pečoval zkušený soukromý chovatel v Sydney. Během let došlo k několika výměnám strašilek mezi těmito chovnými skupinami a v roce 2017 byla pro zvýšení genetické pestrosti k potomkům těchto čtyř strašilek do chovného programu přivezena další nová samička odchycená na Ballově pyramidě. V roce 2025 tvoří potomci těchto pěti zakladatelů populaci v počtu přes tisíc jedinců.
Zároveň se zvyšováním početnosti celosvětové populace strašilek humřích v péči zoologických zahrad probíhá intenzivní výzkum genetického stavu takto neobvykle založeného chovu a výzkum možností jak z tohoto zdroje vhodně posílit populaci strašilek humřích žijící ve volné přírodě. Hledají se postupy jak efektivně chránit nejen tento druh, ale celý zranitelný ekosystém maličkého ostrova Ballova pyramida. Nejzajímavějším cílem úspěšného vzkříšení tohoto hmyzího druhu chovem v lidské péči pod záštitou zoologických zahrad je pak předpokládaný návrat strašilky humří do původního domova na Ostrov lorda Howa. Taková reintrodukce je ovšem podmíněna důsledným vyhubením zdejší početné krysí populace potomků těch původních černých pasažérů z SS Makambo. Rozsáhlá deratizace na Ostrově lorda Howa proběhla v roce 2019 a podle následných kontrol by krysy již neměly pro strašilky humří představovat závažné nebezpečí. Zároveň byly pro budoucí volně žijící strašilky vytipovány nejvhodnější živné rostliny, které by měly podpořit jejich vypuštění na vybraných lokalitách. Na genetickém výzkumu, který má ukázat, jak se strašilkami humřími chovatelsky pracovat, aby byla pro celý druh zachována nezbytná genetická pestrost, a jak přistoupit k jejich reintrodukci na Ostrov lorda Howa, se dlouhodobě významně podílí také Zoo Praha.
V rámci rozšiřování chovu strašilky humří v rámci zoologických zahrad přijala Zoo Praha do péče strašilky humří odchované v britském Bristolu. První nymfa se v Zoo Praha vylíhla 7. října 2024, v březnu 2025 chová Zoo Praha 190 jedinců tohoto mimořádného hmyzu.
Strašilky humří jsou výhradně býložravé. Kromě keře kajeputu druhu Melaleuca howeana endemického pro Ostrova lorda Howa a přilehlá skaliska, kterým se živí volně žijící strašilky na Ballově pyramidě, bylo nutné najít dostupnější živnou rostlinu pro chovy v lidské péči. Postupným předkládáním různých druhů rostlin (včetně zahradních rostlin v minulosti přivážených osadníky Ostrova lorda Howa z různých částí světa) a sledováním celkové kondice chovaných strašilek ve všech instarech se podařilo sestavit vhodný jídelníček z listů místního fíkovníku velkolistého (Ficus macrophylla) pro dospělé strašilky, dále listí dalších lokálních druhů stromů (například hřebíčkovce Syzygium fullagarii nebo pryšcovitého druhu Baloghia inophylla) a osvědčila se také evropská ostružina a čilimník Cytisus proliferus z Kanárských ostrovů. Mezi důležité rostliny z hlediska krmení strašilek humřích se zařadil i dub cesmínovitý. Právě středomořský dub cesmínový, fíkovník velkolistý z Ostrova lorda Howa a slizoplod černající (Pittosporum tenuifolium) a mulenbekie (Muehlenbeckia complexa) z Nového Zélandu tvoří krmné dávky pro strašilky humří ve speciální expozici Ballova pyramida, kterou pro své strašilky a také pro návštěvníky připravila Zoo Praha.
Pro návštěvníky Zoo Praha byla expozice Ballova pyramida slavnostně otevřena 29. března 2025 při příležitosti zahájení 94. sezóny.